# Lijst van beelden in Bergen (Noord-Holland)
Dit is een chronologische lijst van beelden in Bergen (Noord-Holland).
Onder een beeld wordt hier verstaan elk driedimensionaal kunstwerk in de openbare ruimte van de Nederlandse gemeente Bergen (Noord-Holland), waarbij beeld wordt gebruikt als verzamelbegrip voor sculpturen, standbeelden, installaties, gedenktekens en overige beeldhouwwerken.
Voor een volledig overzicht van de beschikbare afbeeldingen zie de categorie Beelden in Bergen op Wikimedia Commons.
| Geplaatst       | Omschrijving                               | Kunstenaar             | Straat                                            | Plaats              | Materiaal                                          | Afbeelding |
| --------------- | ------------------------------------------ | ---------------------- | ------------------------------------------------- | ------------------- | -------------------------------------------------- | ---------- |
| 1841            | Leeuw                                      | Louis Royer            | Vuurtorenplein                                    | Egmond aan Zee      |                                                    |            |
| 1868            | Sint Paulus en Sint Petrus                 | Onbekend               | Dorpsstraat 20, (Petrus en Paulus kerk)           | Bergen              | steen                                              |            |
| 1901            | Russenmonument                             | Onbekend               | Russenweg                                         | Bergen              | Grieks-Orthodox kruis van marmer op granieten voet |            |
| 1922            | Vissersmonument                            | Leendert Bolle         | Voorstraat                                        | Egmond aan Zee      | natuursteen en baksteen                            |            |
| 1923            | Jacob van Reenenbank                       | Tjipke Visser          | Van Reenenpark/hertenkamp                         | Bergen              | hardsteen met bronzen beeltenis                    |            |
| 1926            | Marie van Reenen-Völter                    | Tjipke Visser          | Parkweg/Paulineweg                                | Bergen aan Zee      | brons                                              |            |
| 1931            | 25-jarig jubileum lantaarnpaal             | Majella Cijffers       | Jacob Kalffweg                                    | Bergen aan Zee      | Natuursteen                                        |            |
| 1935            | Burgemeester Eymabank                      | D. Saal                | Burgemeester Eymaplein                            | Egmond aan Zee      | natuursteen en baksteen                            |            |
| 1937            | Jan Toorop                                 | John Rädecker          |                                                   | Bergen              | brons                                              |            |
| 1950            | Vreugde om het ontluiken der natuur        | Jeanne Kouwenaar-Bijlo | Merelhof                                          | Bergen              |                                                    |            |
| ca. 1965        | Kind met vogel, 1963                       | Gerard van der Leeden  | Zwembad de Beeck, Beatrixlaan, later Molenweidtje | Bergen              | brons                                              |            |
| 1974            | Spelend kind                               | Dick van Wijk          | Guyotte van IJsselsteinlaan                       | Egmond aan den Hoef | brons                                              |            |
| ca 1975         | Wachtende engel,1974                       | Willem Reijers         | vijver algemene begraafplaats Kerkedijk           | Bergen              | brons                                              |            |
| 1976            | Stalen beeld, zonder titel                 | Jaap Mooy              | Oranjeplantsoen                                   | Bergen              | roestvrij staal                                    |            |
| 1977            | Jonas en de walvis                         | Nic Jonk               | Van der Wijckplein                                | Bergen aan Zee      | brons                                              |            |
| 1979            | Adriaan Roland Holst                       | Mari Andriessen        | Raadhuisstraat / Oude Prinsweg                    | Bergen              | brons                                              |            |
| ca 1985         | Twee rijzende delen                        | Sander Jansen          | tuin van voormalig gemeentehuis, Elkshove 1       | Bergen              | natuursteen                                        |            |
| 1986            | Jan van Scorel                             | Elly Baltus            | Duinweg, bij het Oude Raadhuisje                  | Schoorl             | brons                                              |            |
| 1986 / 2008     | Jeruzalemvaarders                          | Ellen de Groot         | Duinweg, bij het Oude Raadhuisje                  | Schoorl             | brons                                              |            |
| ca. 1989        | De Amazones                                | Henk van den Idsert    | Landweg                                           | Bergen              | hardsteen op sokkel                                |            |
| 1990            | Herman Gorter                              | Hans Bayens            | Zeeweg                                            | Bergen aan Zee      | brons                                              |            |
| 1993            | De Strandvonder - Simon Gutker             | John Bier              | Hondsbossche Zeewering                            | Camperduin          | brons                                              |            |
| 1995            | de Surfer                                  | Marinus Klap           | Egmonderstraatweg                                 | Egmond aan den Hoef | brons                                              |            |
| 1996            | Niets is onmogelijk                        | Sander F. Jansen       | rotonde Binnenhof                                 | Bergen              | metaal en baksteen                                 |            |
| 1997            | Lamoraal van Egmont                        | Jan-Robert Calloigne   |                                                   | Egmond aan den Hoef | brons                                              |            |
| 1998            | Schaap Veronica, eerbetoon aan Wim Bijmoer | Frank Rosen            | Hanswijk                                          | Egmond aan den Hoef | brons                                              |            |
| 1999            | Jacob "Jaepie-Jaepie" Glas                 | Ad Jansen              | Westeinde (De Werf)                               | Egmond aan Zee      | brons                                              |            |
| 2002            | De Poort van Bergen                        | Herbert Nouwens        | Rotonde Bergerweg - Nesdijk                       | Bergen              | cortenstaal                                        |            |
| ca. 2003        | Victor Westhoff                            | Willem van der Velden  | Verbrande Panweg                                  | Bergen aan Zee      | brons op cortenstaal                               |            |
| 2004            | De roeireddingsboot in de branding         | Louk van Meurs-Mauser  | Vuurtorenplein                                    | Egmond aan Zee      | brons                                              |            |
| 2007            | Lucebert                                   | Emo Verkerk            | Plein                                             | Bergen              | brons                                              |            |
| 2008            | Kloostergang                               | Peter Koelemeijer      | Abdijlaan                                         | Egmond-Binnen       |                                                    |            |
| 2012            | George Hitchcock                           | Anna de Greeff         | Slotweg                                           | Egmond aan den Hoef | brons                                              |            |
| 2015            | Het Derper Vraauwtje                       | Fabio Pravisani        | Vureboetsduin                                     | Egmond aan Zee      | brons                                              |            |
| 2016            | Wit paard, onderdeel van Paardenparade.    | Hellen van Meene       | Egmonderstraatweg                                 | Egmond aan den Hoef | kunststof                                          |            |
| 2023            | Joop Smit                                  | Fabio Pravisani        | Boulevard Noord                                   | Egmond aan Zee      | brons                                              |            |
| 19 oktober 2024 | LOST (Lost over Sea Tribute)               | Martijn Neuvel         | Boulevard Noord                                   | Egmond aan Zee      | metaal                                             |            |
| Onbekend        | De Microben                                | Louk van Meurs-Mauser  | Voorstraat                                        | Egmond aan Zee      | Gietijzer                                          |            |